# Avontuur in San Doremi
 Avontuur in San Doremi  is een verhaal uit de Belgische stripreeks Piet Pienter en Bert Bibber van Pom. Het wordt algemeen gezien als een van de beste Belgische stripverhalen ooit.
Het verhaal verscheen voor het eerst in Gazet Van Antwerpen van 21 november 1958 tot 9 april 1959 en als nummer 11 in de reeks bij De Vlijt.

## Personages
- Piet Pienter
- Bert Bibber
- Susan
- Señor Alfredo Tranquila
- Julio Agosto
- Domingo Sábado

## Albumversies
Avontuur in San Doremi verscheen in 1959 als album 11 bij uitgeverij De Vlijt. In 1998 gaf uitgeverij De Standaard het album opnieuw uit. Uitgeverij 't Mannekesblad deed hetzelfde in 2015.